# Julius Johansen
Julius Graungaard Johansen (ur. 13 września 1999 w Blovstrød) – duński kolarz szosowy i torowy. Olimpijczyk (2020).
Wspólnie z duńską drużyną mistrzów świata w kolarstwie torowym w wyścigu drużynowym na dochodzenie z 2020 (oprócz niego w zespole tym byli również Lasse Norman Hansen, Frederik Madsen i Rasmus Pedersen) został wybrany najlepszym sportowcem roku 2020 w Danii w plebiscycie Årets Sportsnavn organizowanym wspólnie przez Narodowy Komitet Olimpijski i Konfederację Sportu Danii oraz Jyllands-Posten.

## Osiągnięcia

### Kolarstwo szosowe
Opracowano na podstawie:

2015
- 3. miejsce w mistrzostwach Danii juniorów (start wspólny)

2016
- 1. miejsce na 1. etapie Aubel-Thimister-La Gleize

2017
- 1. miejsce w Trofeo Karlsberg
  - 1. miejsce na etapie 3b
- 1. miejsce w mistrzostwach Danii juniorów (jazda indywidualna na czas)
- 1. miejsce w mistrzostwach Danii juniorów (start wspólny)
- 2. miejsce w mistrzostwach Europy juniorów (jazda indywidualna na czas)
- 1. miejsce w mistrzostwach świata juniorów (jazda indywidualna na czas)

2018
- 1. miejsce w mistrzostwach Danii U23 (start wspólny)
- 1. miejsce w klasyfikacji młodzieżowej Danmark Rundt
- 1. miejsce w Olympia’s Tour
  - 1. miejsce w klasyfikacji młodzieżowej
  - 1. miejsce na 1. etapie

2019
- 2. miejsce w Tour du Loir-et-Cher
  - 1. miejsce w klasyfikacji młodzieżowej
- 1. miejsce w mistrzostwach Danii U23 (jazda indywidualna na czas)
- 1. miejsce w mistrzostwach Danii U23 (start wspólny)

### Kolarstwo torowe
Opracowano na podstawie:

2016
- 2. miejsce w mistrzostwach świata juniorów (wyścig drużynowy na dochodzenie)
- 3. miejsce w mistrzostwach świata juniorów (omnium)

2017
- 1. miejsce w mistrzostwach krajów nordyckich (madison)
- 3. miejsce w mistrzostwach krajów nordyckich (wyścig punktowy)
- 2. miejsce w mistrzostwach świata juniorów (wyścig drużynowy na dochodzenie)
- 1. miejsce w mistrzostwach świata juniorów (madison)
- 1. miejsce w mistrzostwach świata juniorów (omnium)
- 2. miejsce w mistrzostwach Europy (omnium)

2018
- 2. miejsce w mistrzostwach świata (wyścig drużynowy na dochodzenie)

2019
- 3. miejsce w mistrzostwach świata (wyścig drużynowy na dochodzenie)
- 1. miejsce w mistrzostwach Europy (wyścig drużynowy na dochodzenie)

2020
- 1. miejsce w mistrzostwach świata (wyścig drużynowy na dochodzenie)

## Rankingi

### Kolarstwo szosowe
| Rok             | 2018 | 2019  | 2020 | 2021 | 2022 | 2023  | 2024  |
| --------------- | ---- | ----- | ---- | ---- | ---- | ----- | ----- |
| World Ranking   | 644. | 1100. | 357. | -    | -    | 1090. | 1815. |
| UCI Europe Tour | 388. | 779.  | 292. | -    | -    | -     | -     |
|                 |      |       |      |      |      |       |       |
| Źródło: UCI     |      |       |      |      |      |       |       |